# Галков
Галков (укр. Галків) — село в Репкинском районе Черниговской области Украины. Население 239 человек. Занимает площадь 1,09 км².
Код КОАТУУ: 7424485202. Почтовый индекс: 15050. Телефонный код: +380 4641.

## Власть
Орган местного самоуправления — Мохначевский сельский совет. Почтовый адрес: 15040, Черниговская обл., Репкинский р-н, с. Мохначи, ул. Советская, 8. Тел.: +380 (4641) 48-4-40; факс: 4-84-40.